# Fokker D.XXI i Finland
Fokker D.XXI gjorde mycket längre och bättre ifrån sig i de finländska luftstridskrafterna. Mot de sovjetiska flygplanen var Fokkern mera jämbördig och dess stryktåliga design med en stjärnmotor och fast landställ gjorde den mycket lämpad för finländska förhållanden. Senare i kriget, när nyare sovjetiska jaktplan togs fram, hade Fokker D.XXI en för svag motor och för lätt beväpning (med enbart fyra 7,92 mm kulsprutor) att sätta emot.
Det finländska flygvapnet var den första användaren av flygplanet. Man köpte sju flygplan den 18 november 1936. Finland anskaffade tillverkningslicensen för flygplanet och Valtion lentokonetehdas tillverkade ytterligare 90 flygplan.
Fokkerflygplanen var under vinterkriget Finlands enda moderna jaktplan. De bar huvudansvaret för Finlands jaktförsvar under hela vinterkriget, även om man försökte anskaffa nya jaktplan utifrån under kriget. Fokker D.XXI var ett piggt och manöverdugligt flygplan som klarade sig bra i kamperna mot de sovjetiska Polikarpov I-15- och Rata-jaktplanen. Under fortsättningskriget användes Fokker D.XXI huvudsakligen som spaningsflygplan eftersom de började vara föråldrade. De finländska jaktpiloterna vann 187 luftstrider med Fokker D.XXI-flygplanen, varav 127 under vinterkriget.
Flygplanet var utrustat med ett fast landställ, som minskade flygplanets fart märkbart, men som möjliggjorde start och landning från flygfält i dåligt skick. I Finland utrustade man flygplanen även med fasta skidor under vintern. Under fortsättningskriget experimenterade man med att bygga om flygplanen så att de fick indragbara landställ, men flygplanet var oundvikligt föråldrat vid denna tidpunkt så att modifieringsarbetena avbröts.

## Museiplan i Finland
Mellersta Finlands flygmuseum har iståndsatt ett exemplar, FR-110. Flygplanet renoverades vid Karelens flygflottilj mellan 1984 och 1989. I flygplanet har man använt delar från FR-110 (flygkropp), från FR-81 (bland annat propellern samt smådelar) och från FR-137 (delar från flygkroppen och pilotutrymmet). Motorn erhölls från en Valmet Vihuri (VH-25) som förvarades vid Finlands luftfartsmuseum. Under renoveringen nytillverkade man även en hel del delar till FR-110, bland annat flygplanets vingar är helt nykonstruerade. Till restaureringen åtgick ungefär 10 000 manarbetstimmar.